# Шейн (роман)
«Шейн» (англ. Shane; 1949) — роман Джека Шефера в жанре вестерн.

## Сюжет
Действие происходит в 1889 году в штате Вайоминг. В долину приезжает таинственный человек с Дикого Запада, который представляется Шейном. Он поселяется на ферме гомстедера Джо Старрета. Хотя он не рассказывает ничего о своём прошлом, жители долины догадываются, что он был стрелком (ганфайтером). Богатый скотовод Льюк Флетчер считает, что вся долина принадлежит ему, так как он появился здесь раньше всех. Когда Старрет и другие фермеры оказываются под угрозой выселения, Шейн встаёт на их сторону.

## Персонажи
- Шейн — таинственный человек с Запада, бывший ганфайтер.
- Джо Старрет — фермер, неформальный лидер других поселенцев, который становится другом Шейна.
- Боб Старрет — сын Джо. От его лица ведётся повествование.
- Мэриан Старрет — жена Джо.
- Льюк Флетчер — богатый скотовод, враг фермеров.
- Крис — один из ковбоев Флетчера.
- Уилсон — стрелок, нанятый Флетчером.

## Экранизации
- 1953 — Шейн (в главной роли Алан Лэдд).
- 1966 — Шейн (в главной роли Дэвид Кэррадайн).